# Kfar Malal
Kfar Malal er en by i Israel. Den er fødestedet for Israels premierminister fra 2001-2006, Ariel Sharon.